# Saint-Gabriel-Brécy
Saint-Gabriel-Brécy település Franciaországban, Calvados megyében. Lakosainak száma 380 fő (2018. január 1.). Saint-Gabriel-Brécy Coulombs, Creully, Cully, Esquay-sur-Seulles, Lantheuil, Le Manoir, Rucqueville, Vienne-en-Bessin és Villiers-le-Sec községekkel határos.

## Népesség
A település népessége az elmúlt években az alábbi módon változott:
| Lakosok száma | 276  | 254  | 245  | 240  | 243  | 309  | 346  | 371  | 378  | 380  |
|               | 1968 | 1975 | 1982 | 1990 | 1999 | 2011 | 2013 | 2015 | 2017 | 2018 |